# Штаб-квартира НАТО
Штаб-квартира НАТО (англ. NATO Headquarters) — политический и административный центр Североатлантического альянса, где проходят заседания главного органа принятия решений — Североатлантического совета. Каждая страна-член НАТО имеет постоянное представительство в политической штаб-квартире в Брюсселе. Здание новой штаб-квартиры было торжественно открыто 25 мая 2017 года в ходе очередного саммита НАТО.

## Место нахождения

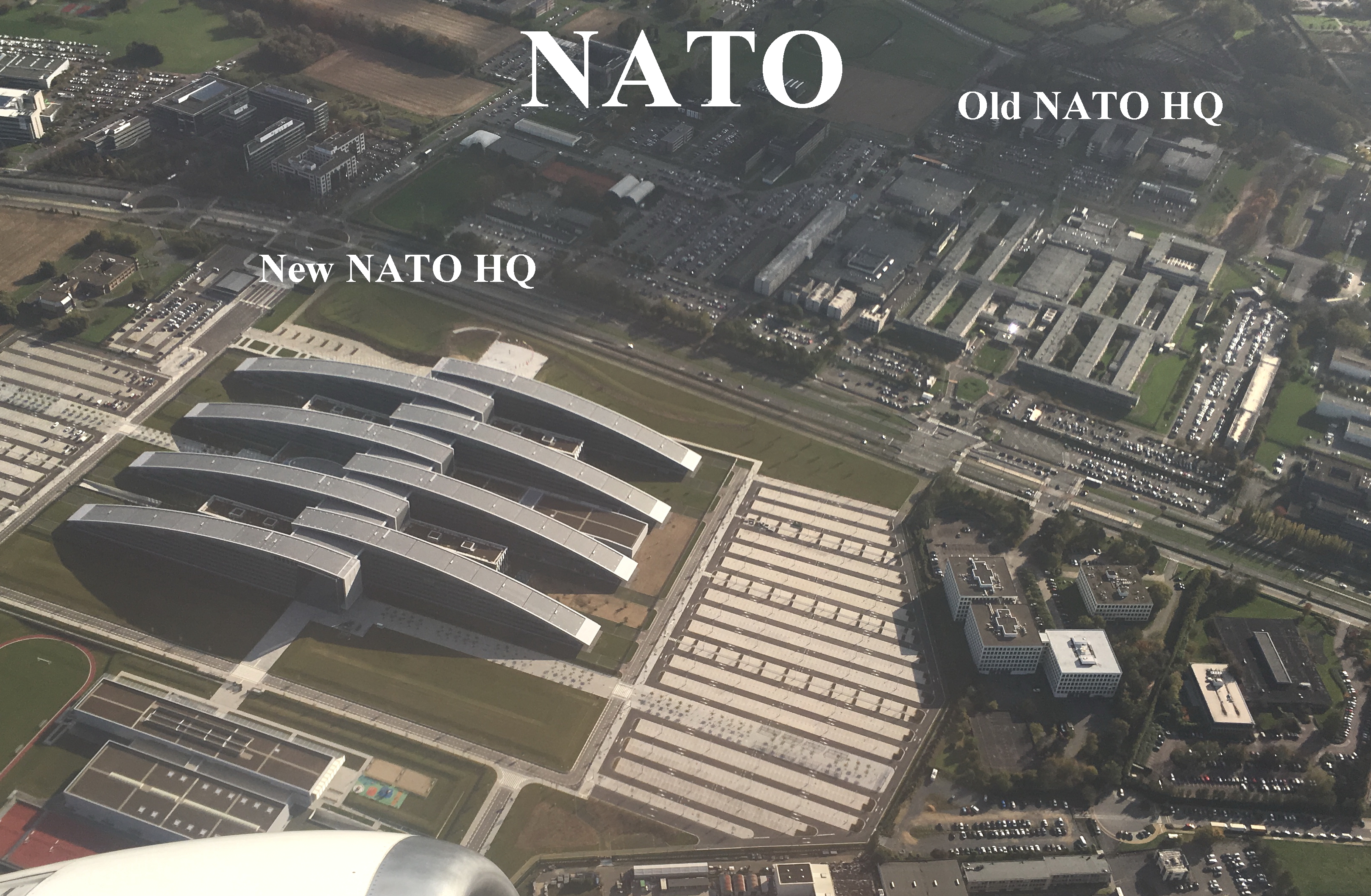
Вид с самолёта на новую штаб-квартиру НАТО, г. Брюссель

Штаб-квартира находится в столице Бельгии, в северо-восточном районе Брюсселя, на Бульваре Леопольда III (Boulevard Léopold III / Leopold III-laan, 1110 Брюссель, Бельгия). В ней расположены представительства стран-участниц, бюро связи и офисы для дипломатических делегаций стран-партнёров. Международный секретариат НАТО и международный войсковой штаб (военный комитет) также размещены здесь. Постоянный персонал равняется 4000 человек.

### Новое здание
Новая штаб-квартира альянса возводилась с 2010 по 2017 годы на территории бывшего аэродрома напротив старого здания. Дизайн сооружения выполнен американской фирмой Skidmore, Owings & Merrill. Общая площадь нынешней штаб-квартиры составляет 250 тыс. м², а вся сумма строительства составила более 1 миллиарда евро.
В частности, министр обороны Королевства Бельгия Дидьер Рейндерс (Didier Reynders) в феврале 2019 г. озвучил цифру 1,2 миллиарда евро. При этом вклад бельгийской стороны составил 3,8 % или 45,6 млн евро..

## Регламент

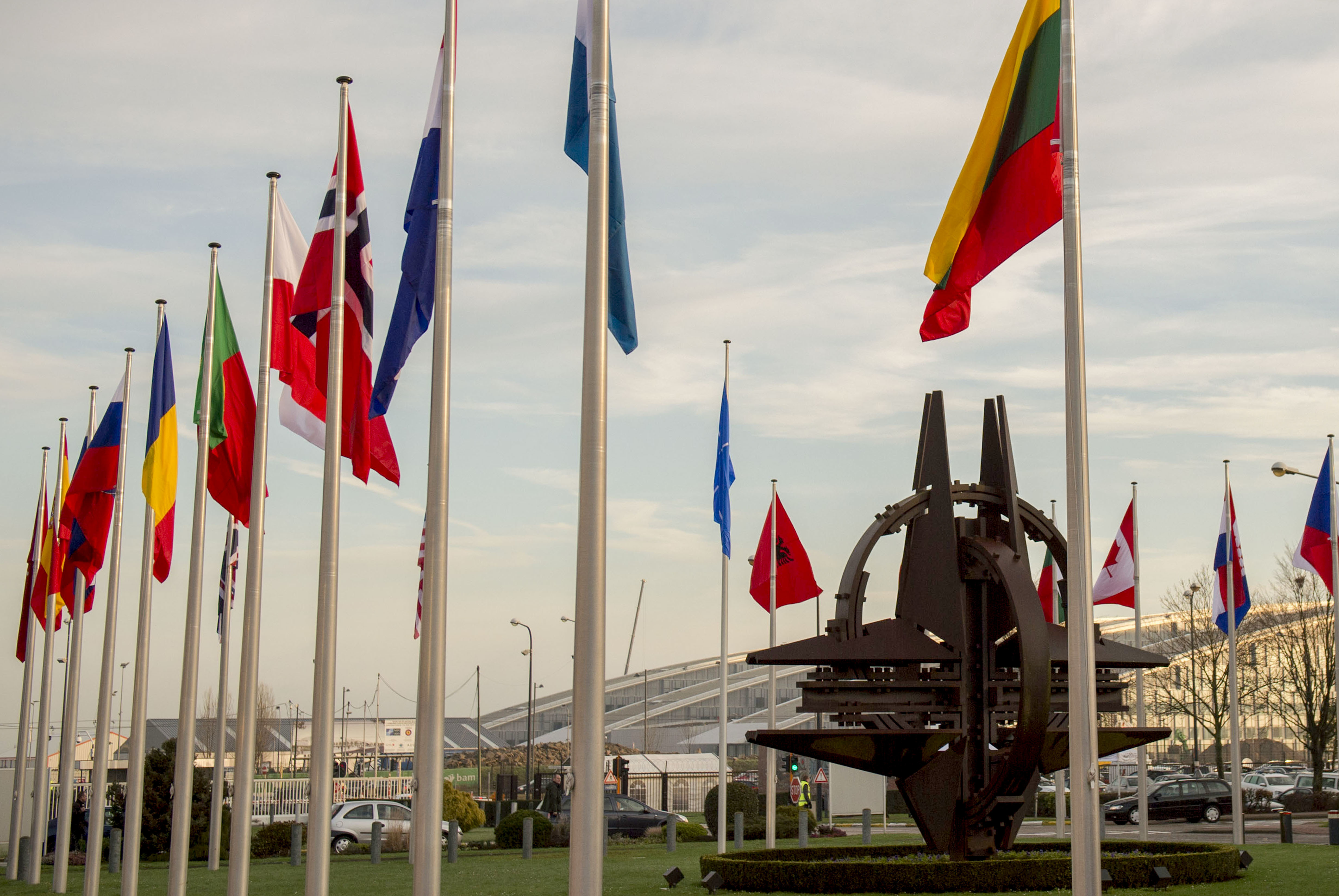
Монумент возле старой штаб-квартиры НАТО с видом на её новое здание (февраль 2016 г.)

В штаб-квартире за год проходит больше 5000 различных заседаний в рамках принятия решений на уровне международного взаимодействия. В процесс консультаций могут быть включены не только страны альянса, но и государства-партнёры НАТО.
Штаб-квартира служит форумом для диалога и сотрудничества между странами-участниками альянса, так как абсолютно все политические решения осуществляются только на основе консенсуса.

## История
Первая штаб-квартира Североатлантического альянса была устроена в 1949 году в Лондоне по адресу Белгрейв-сквер, 13.
С развитием европейских проектов центр принятия решений переместился сначала в Париж во дворец Шайо (1952—1966), а затем в Брюссель (с 1967 года).

## Галерея

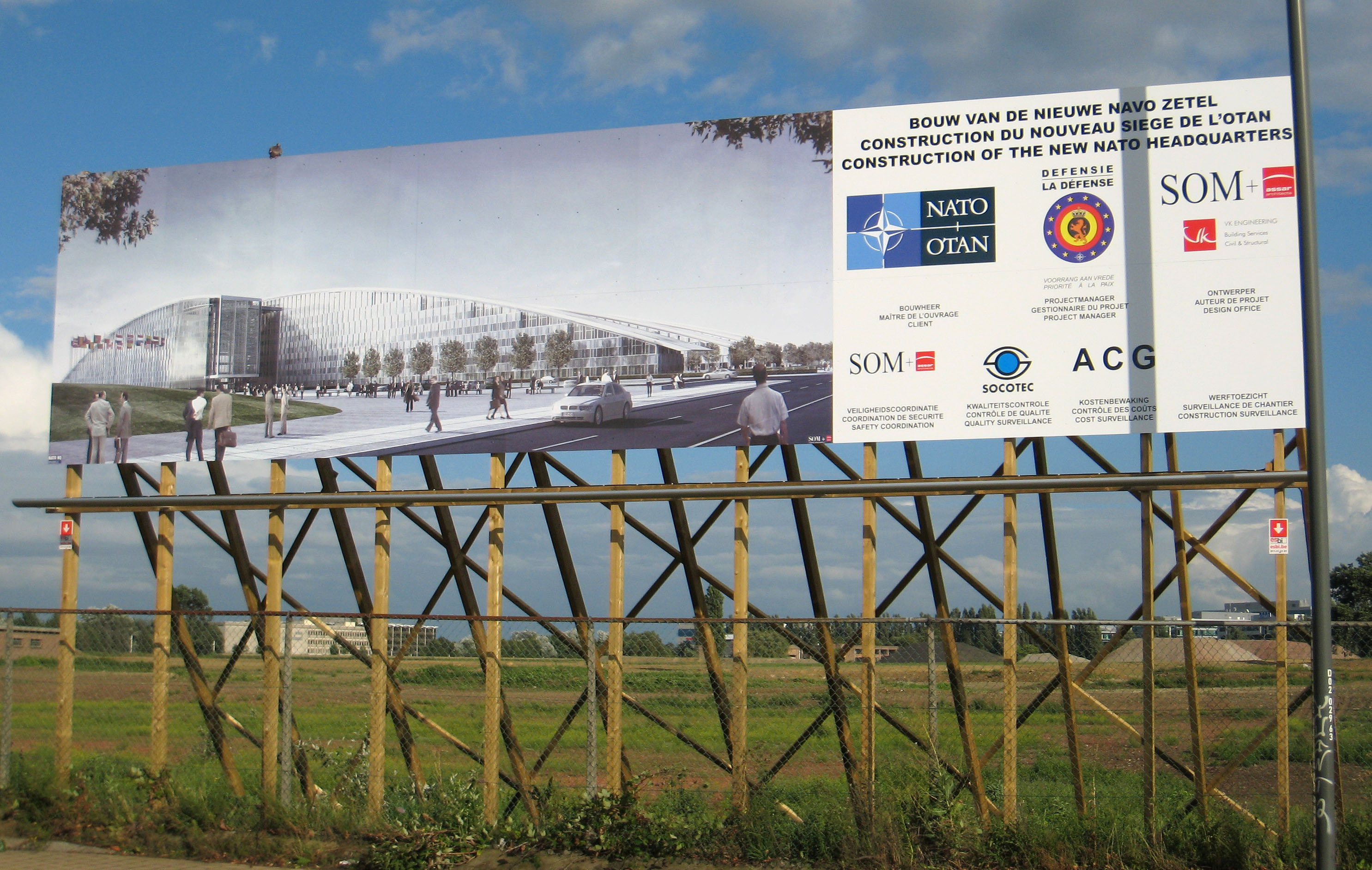
Проект новой штаб-квартиры (фото 2008 года)
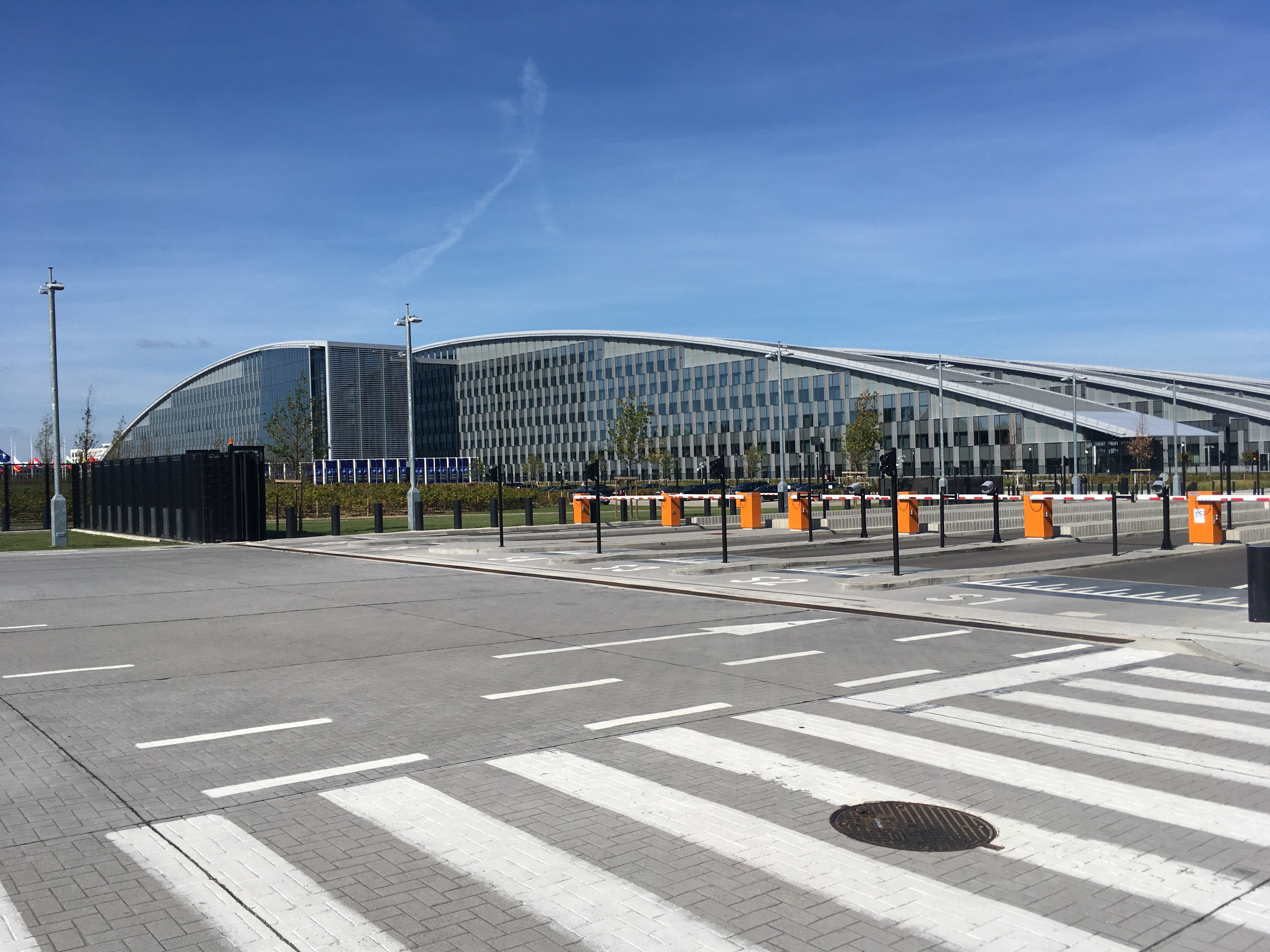
Штаб-квартира НАТО
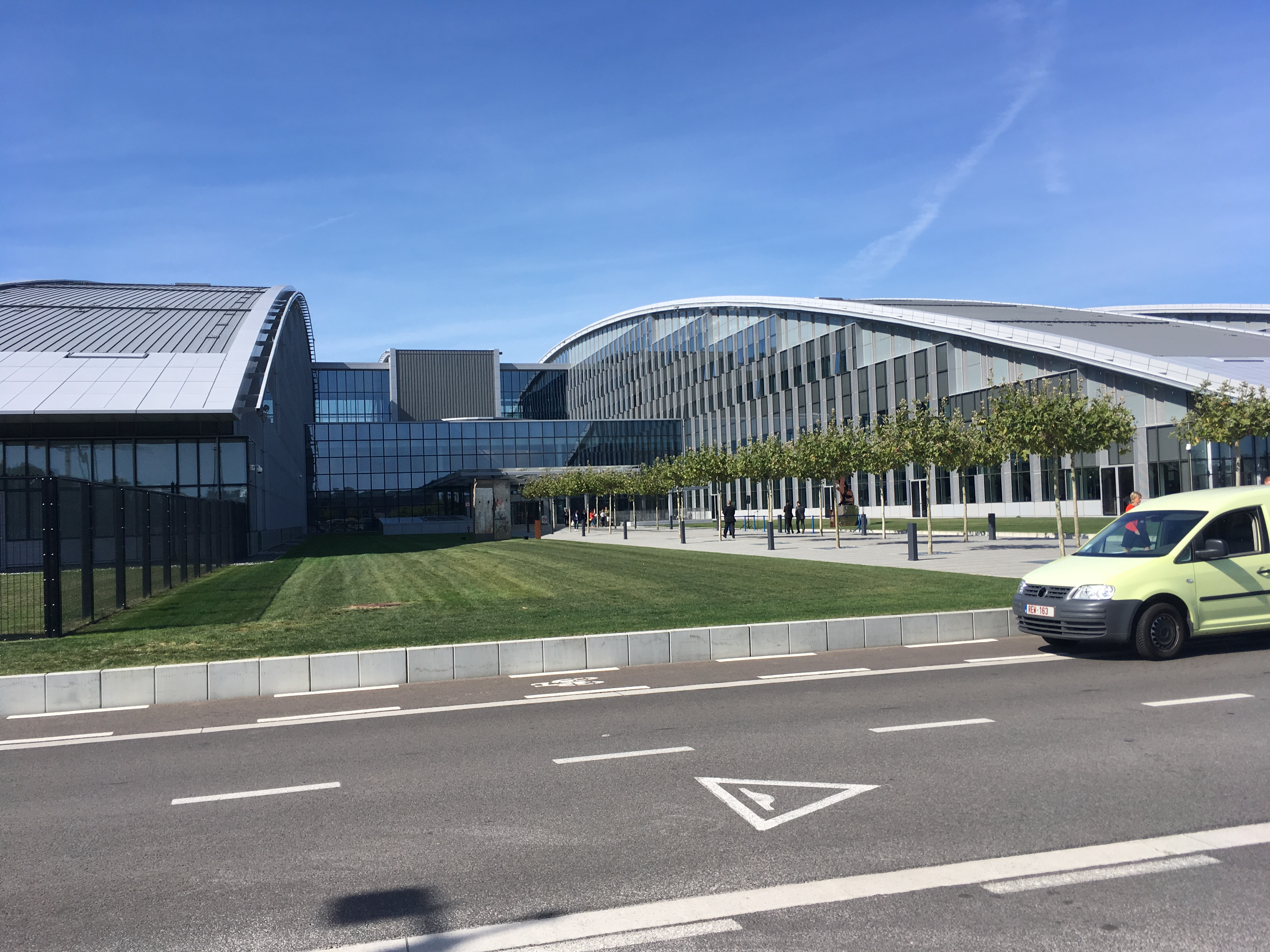
Центральный вход в штаб-квартиру НАТО.
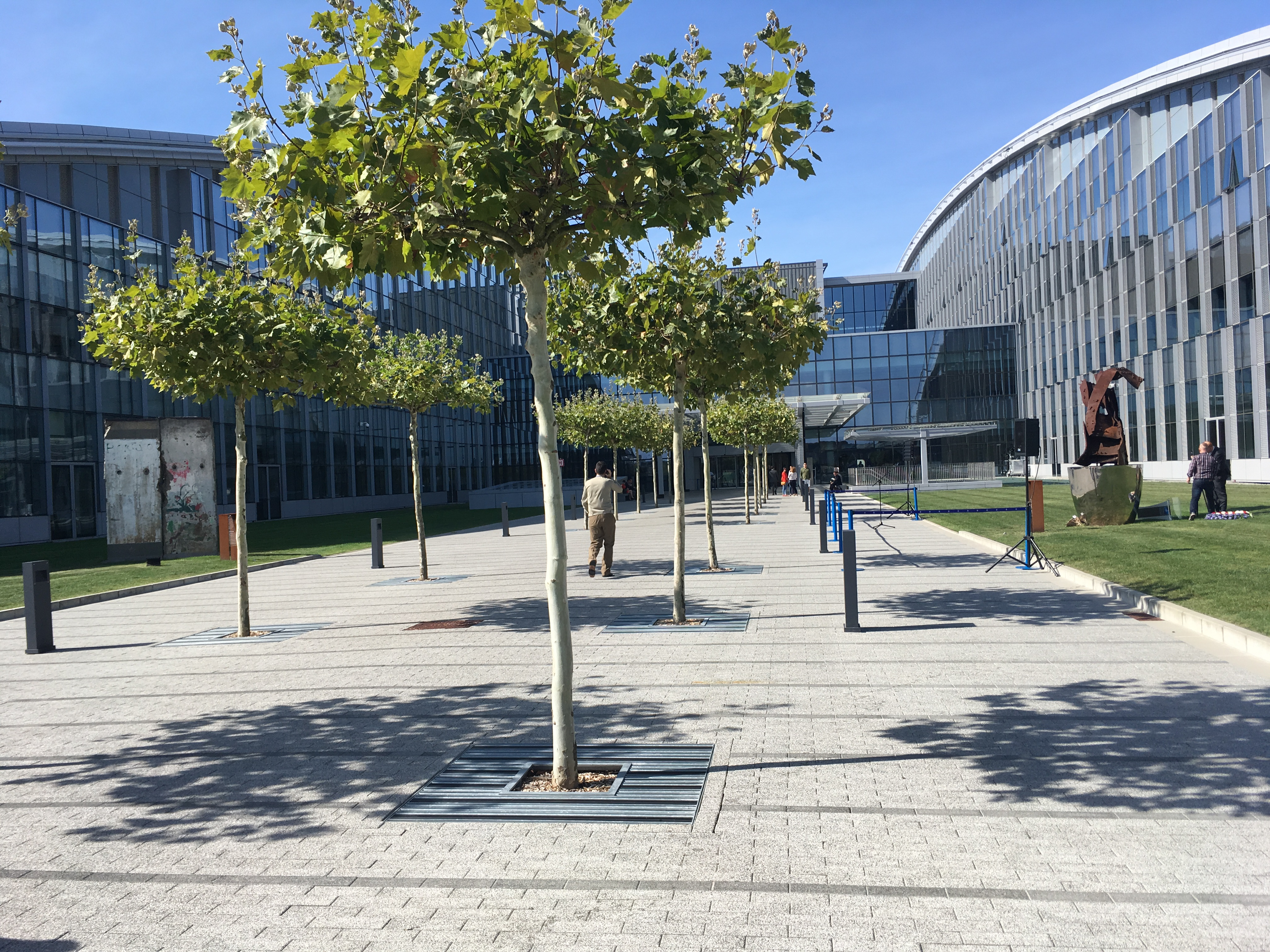
Аллея к центральному входу в штаб-квартиру. Слева виден фрагмент Берлинской стены, справа - монумент жертвам теракта 11 сентября 2001 г.
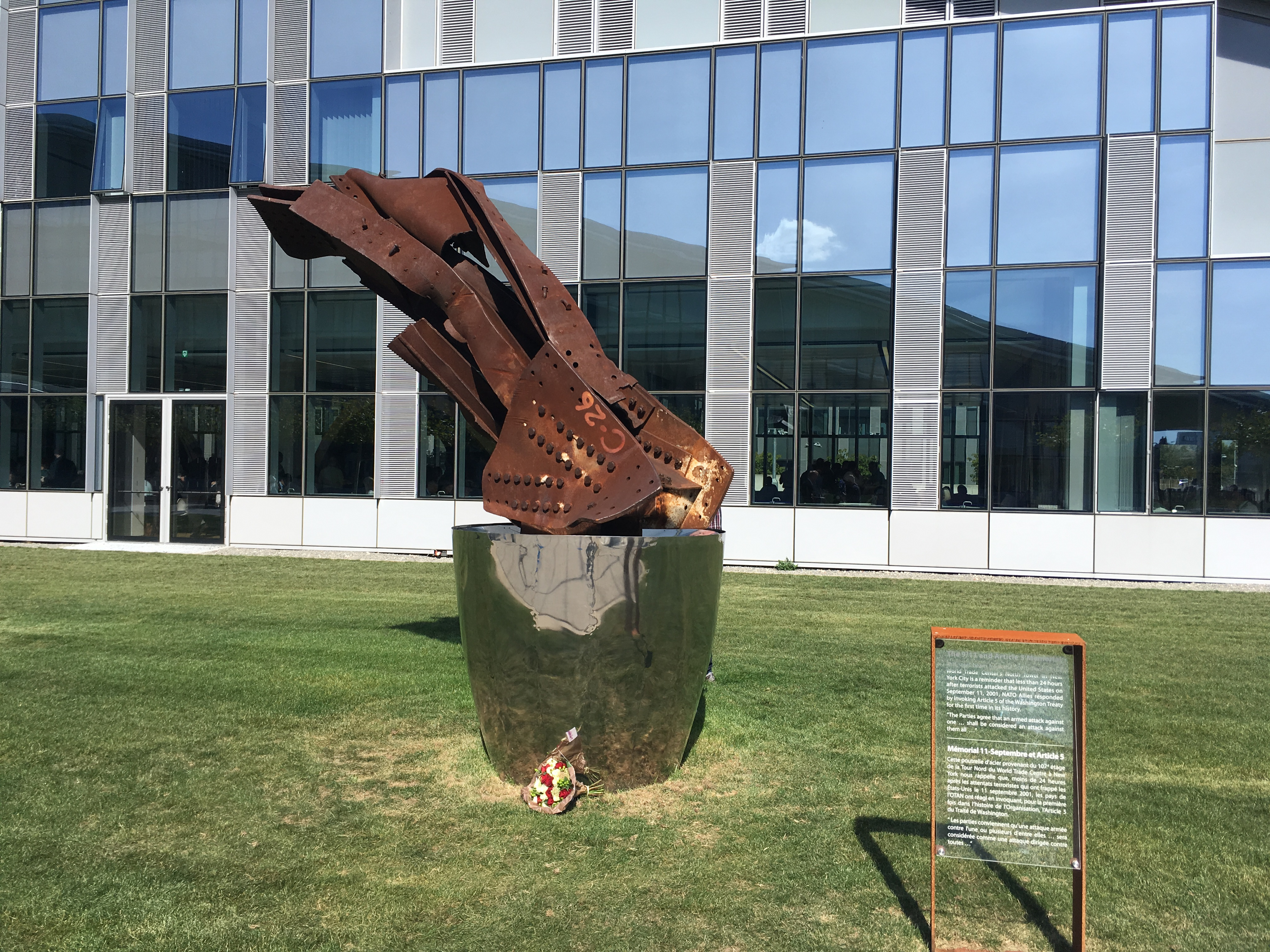
Монумент жертвам теракта 11 сентября 2001 г.
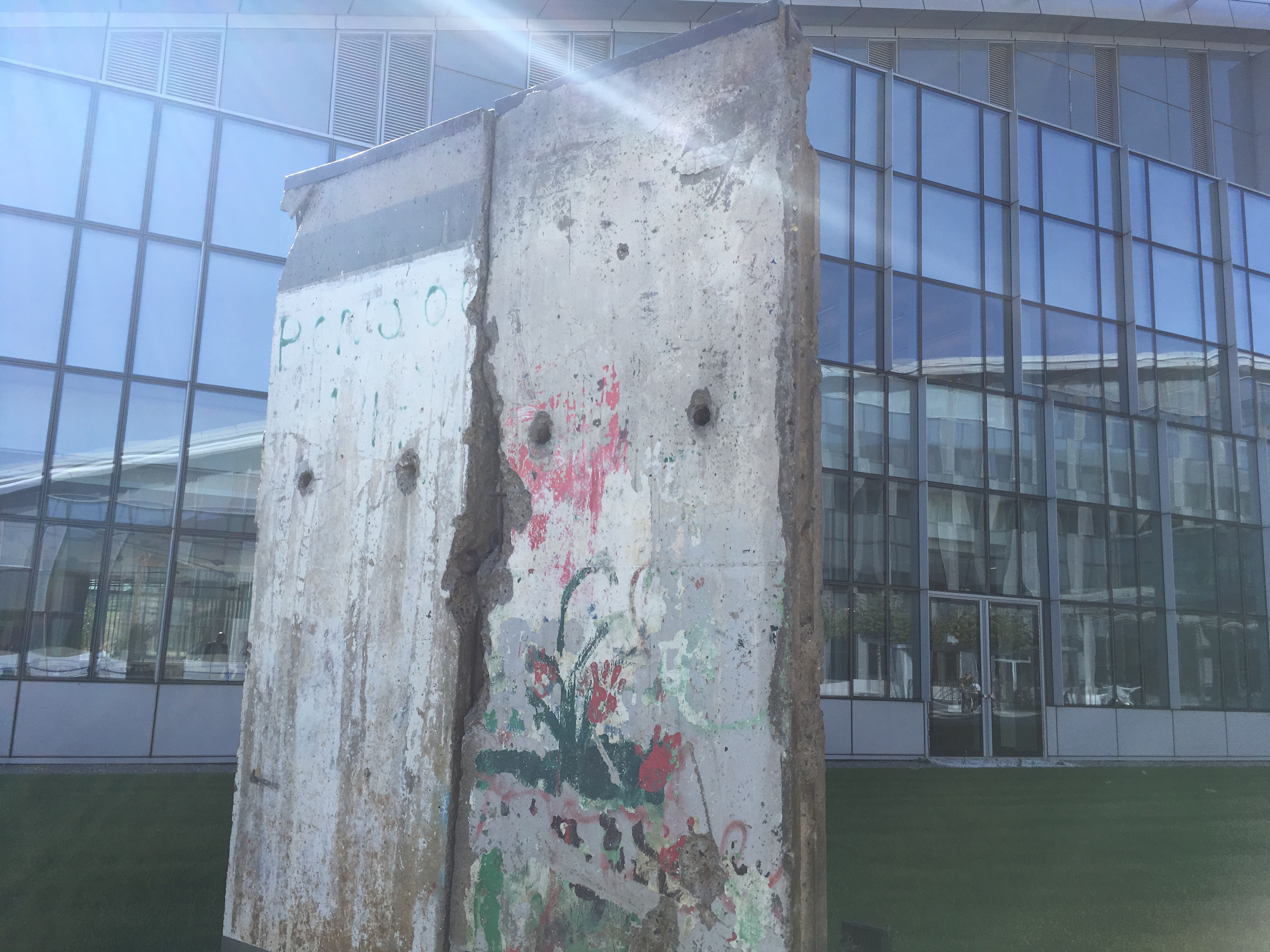
Фрагмент берлинской стены
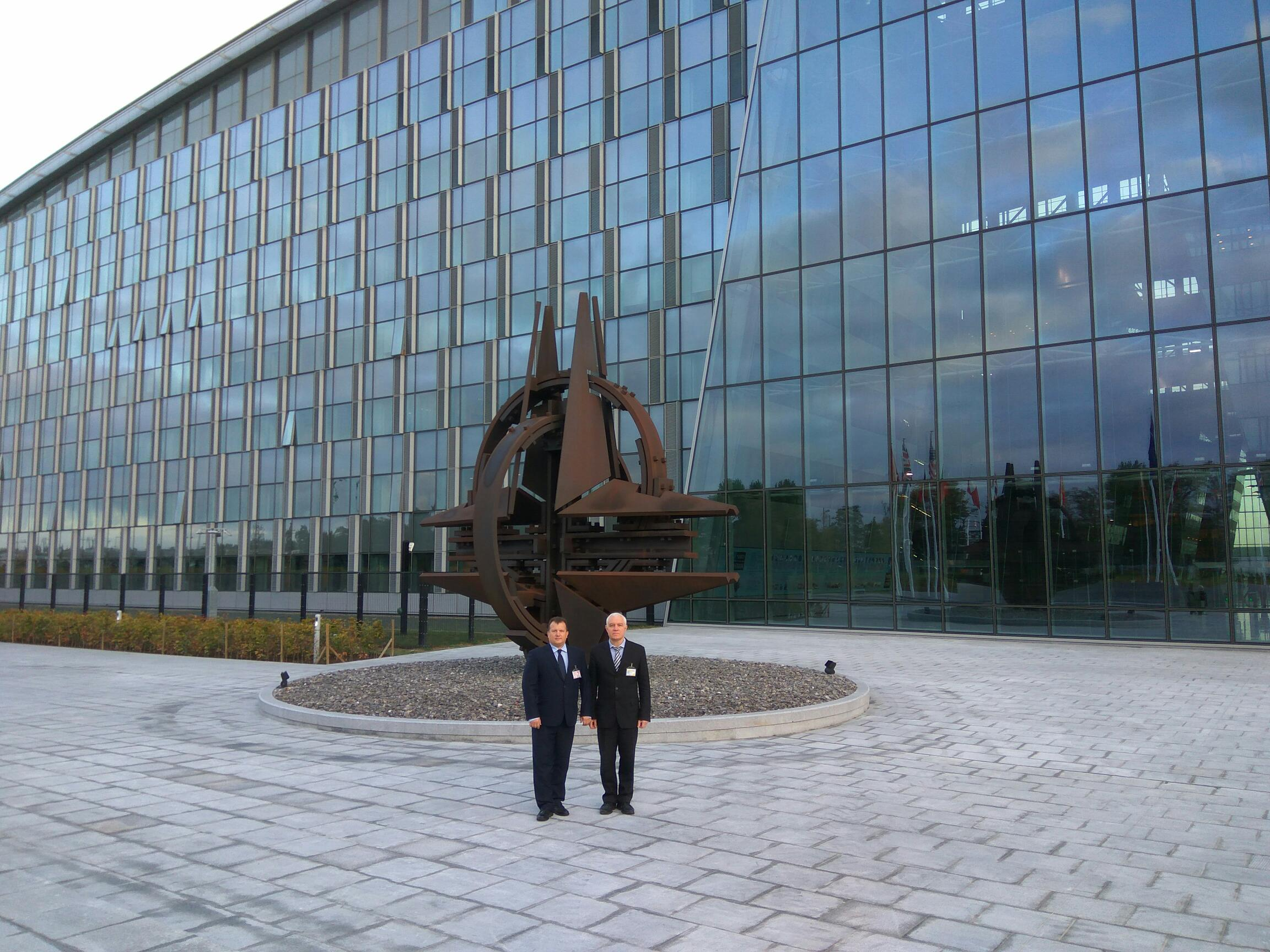
Звезда НАТО возле действующей штаб-квартиры НАТО, октябрь 2018 г.
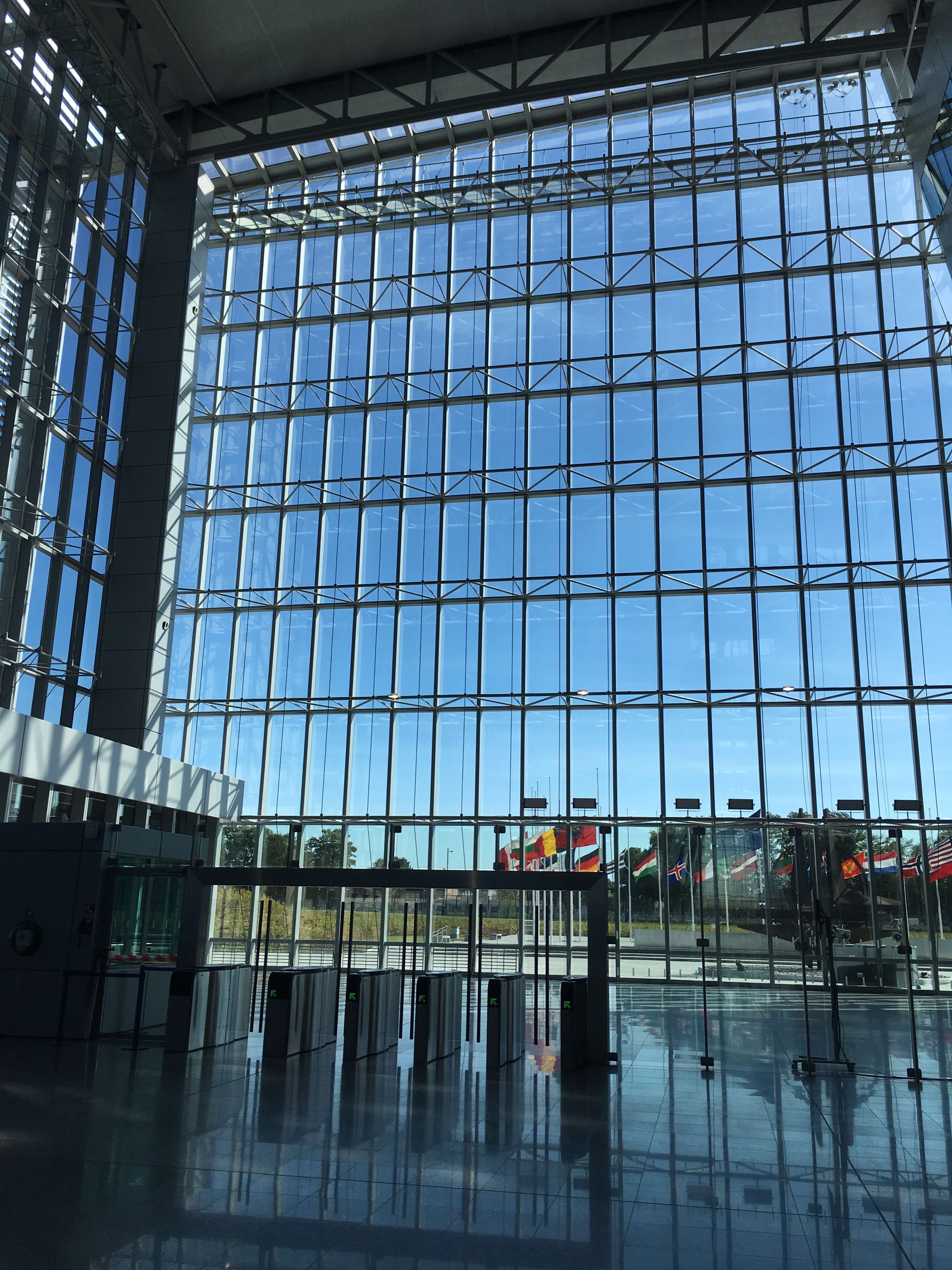
Вид на звезду НАТО изнутри штаб-квартиры
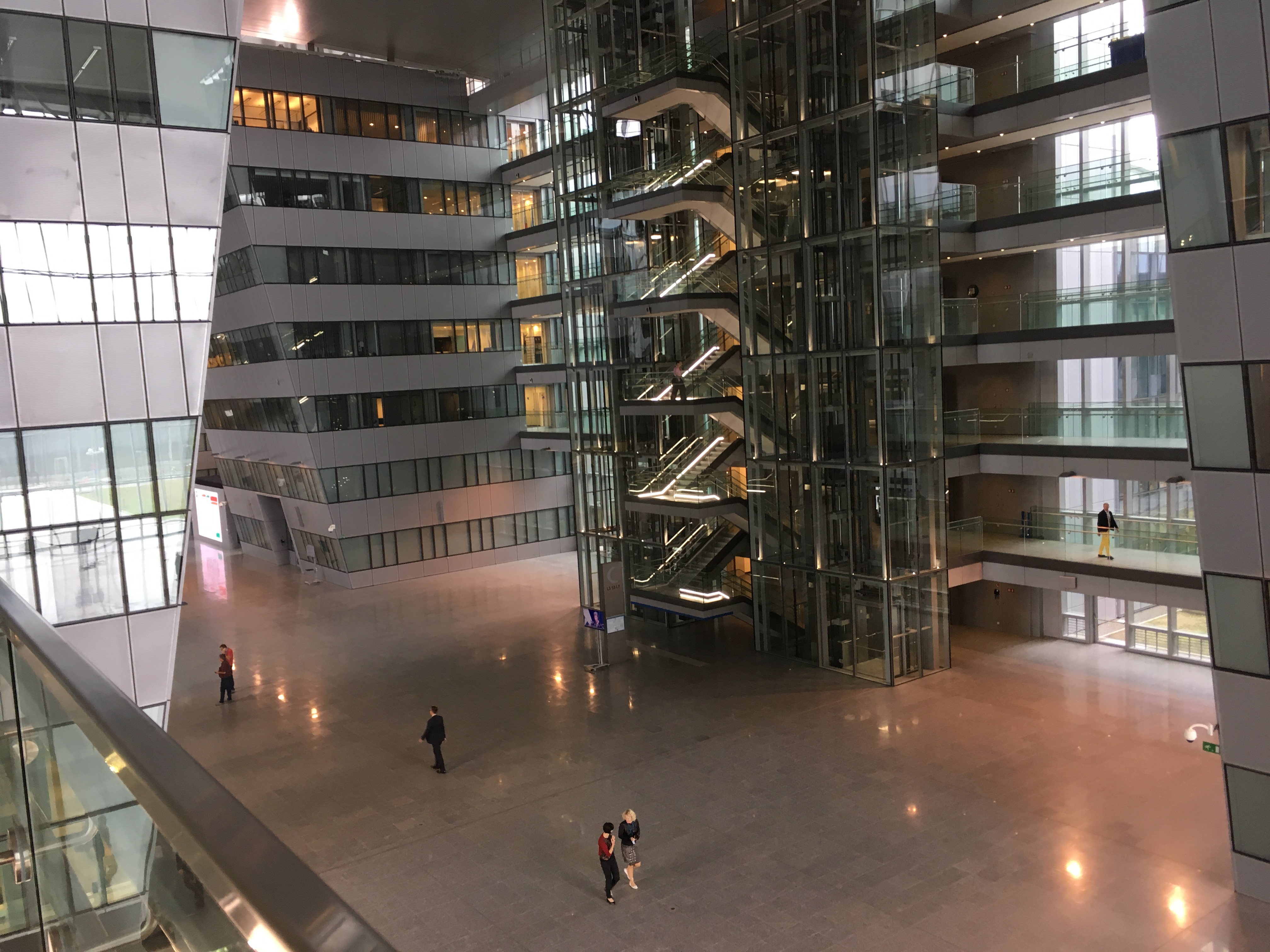
Интерьер новой штаб-квартиры НАТО
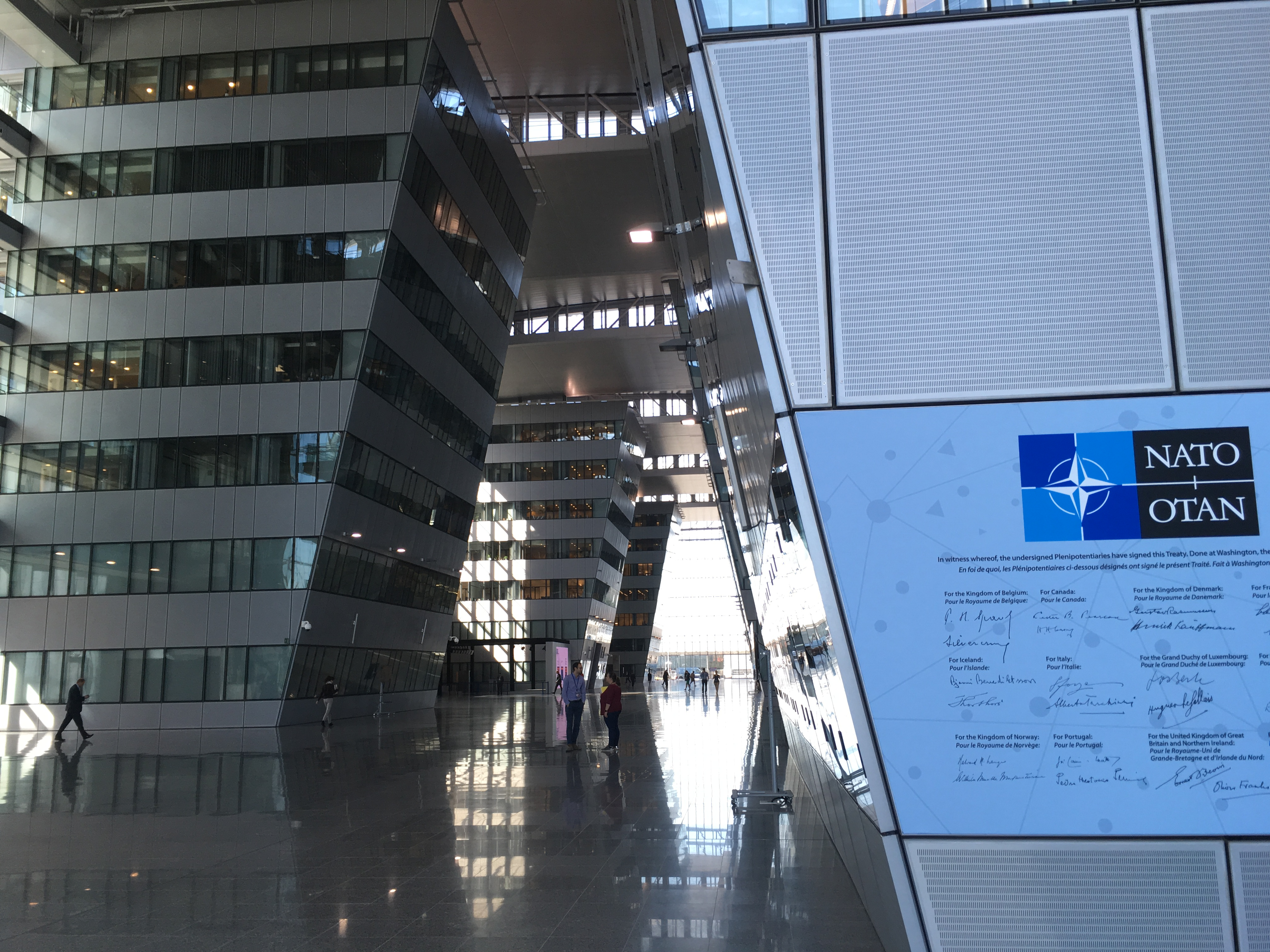
Интерьер новой штаб-квартиры НАТО
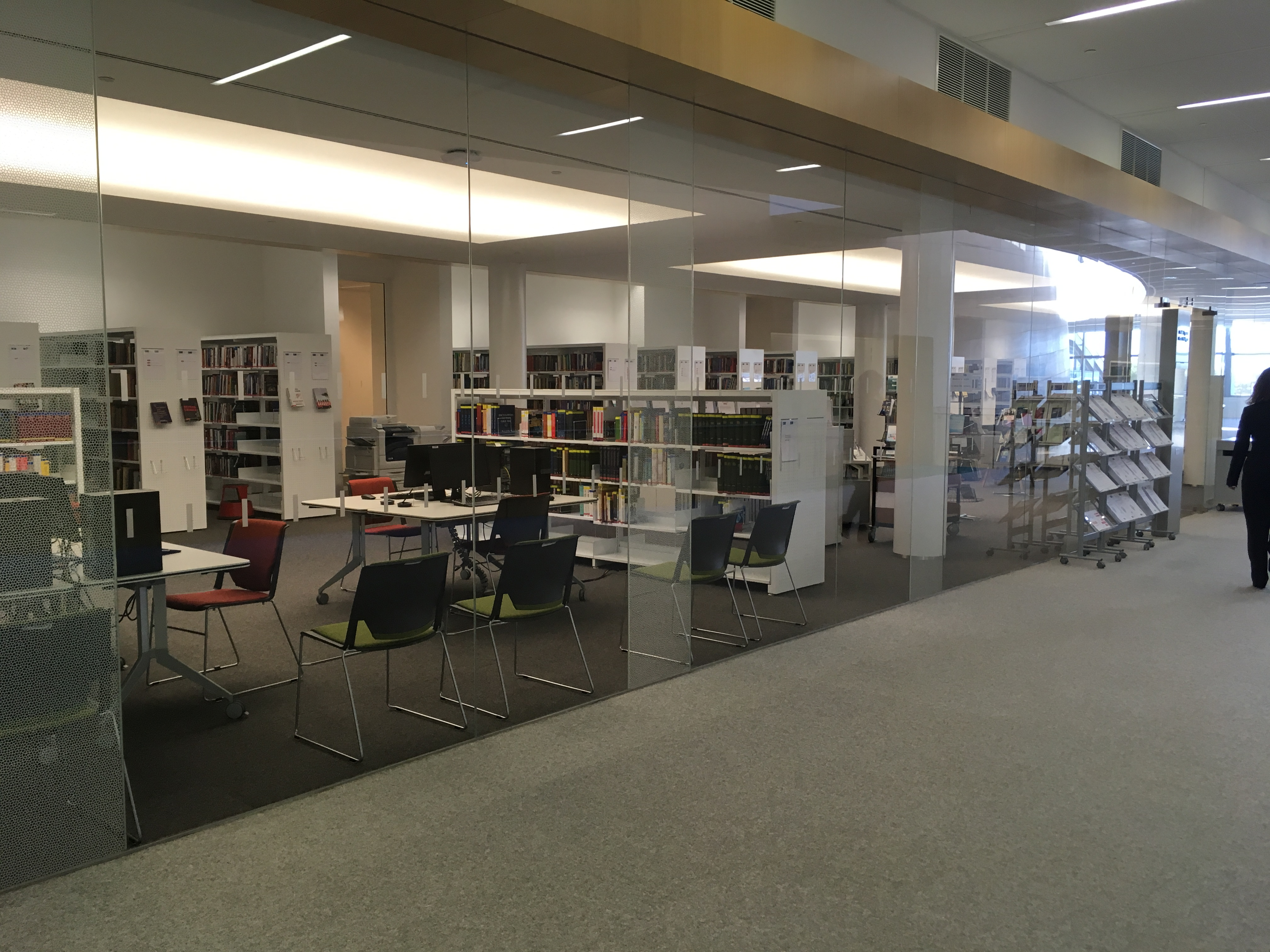
Библиотека новой штаб-квартиры НАТО
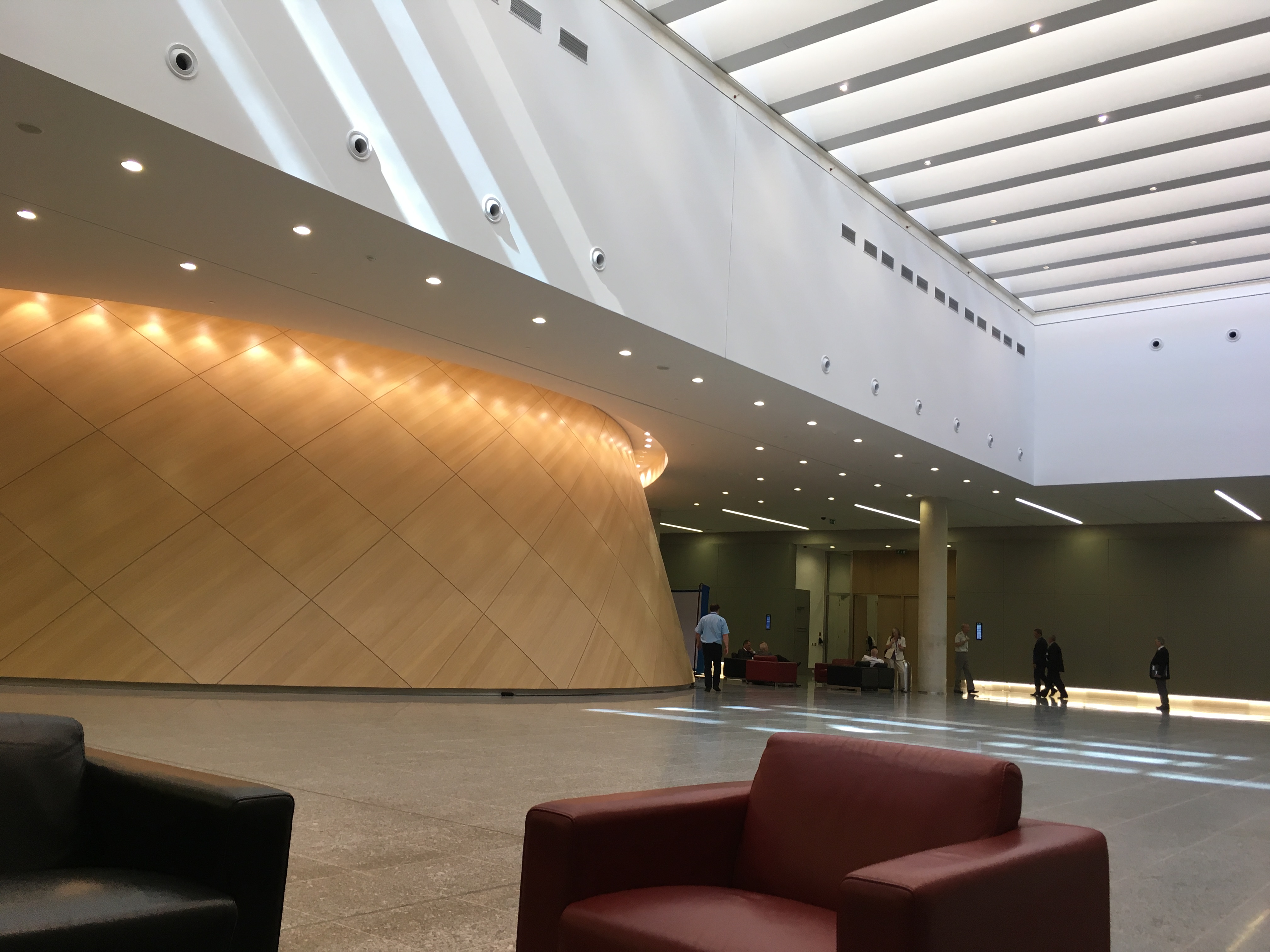
Холл рядом с центральным залом заседаний
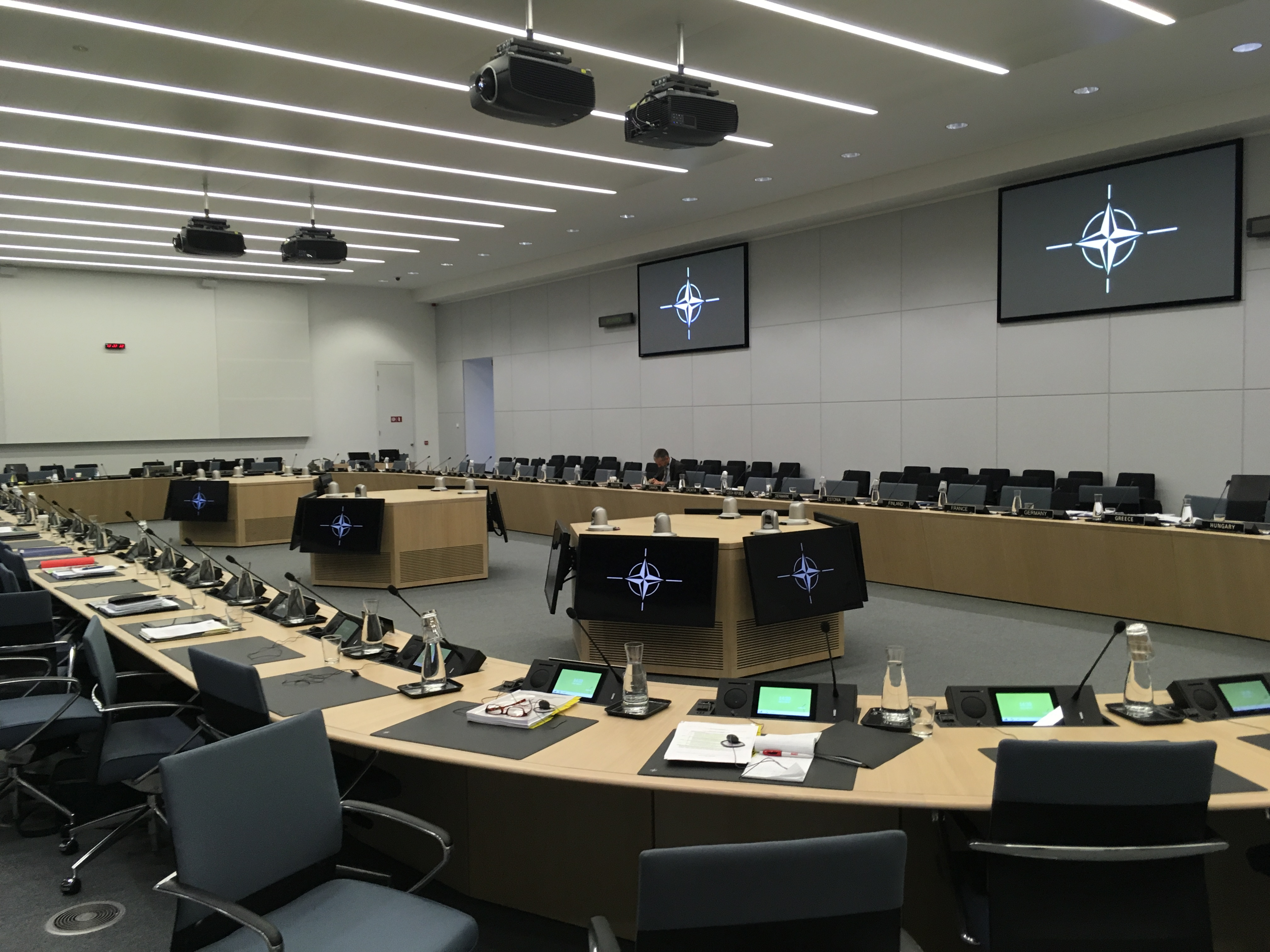
Один из конференц-залов новой штаб-квартиры НАТО
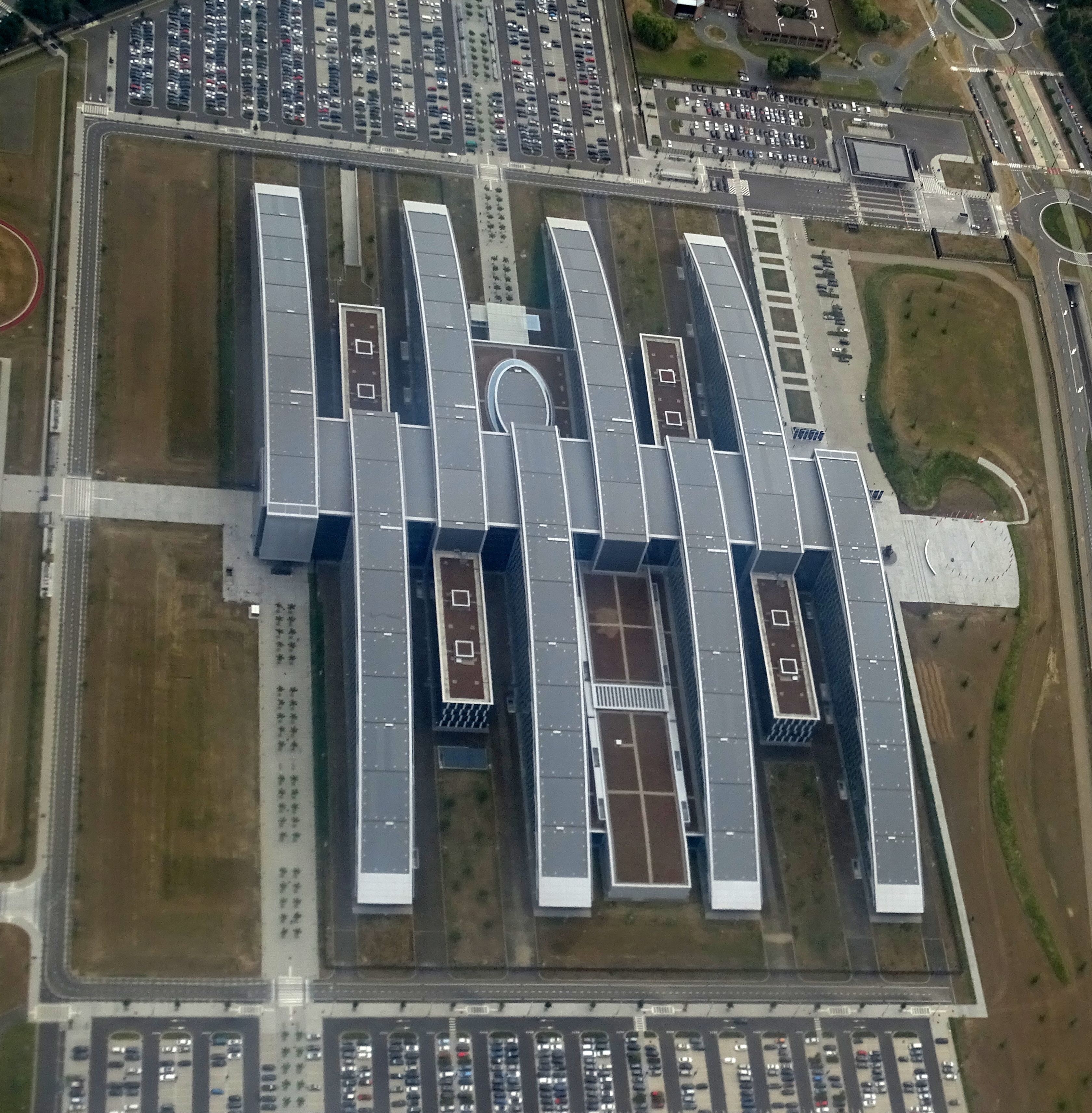
Вид на здание с высоты птичьего полёта
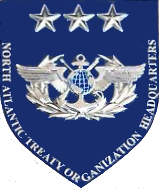
Эмблема штаб-квартиры НАТО